# 1re étape du Tour de France 2011
La 1re étape du Tour de France 2011 s'est déroulée le samedi 2 juillet 2011 entre le Passage du Gois et le Mont des Alouettes sur 191,5 km. Cette étape est remportée en solitaire par le belge Philippe Gilbert, à la suite d'une attaque dans les 500 derniers mètres. Il devient par la même occasion le premier maillot jaune du Tour 2011,.

## L'étape

### Profil
Le départ virtuel de l'étape et début du Tour de France est donné sur le Passage du Gois tandis que le départ réel est donné au niveau de Beauvoir-sur-Mer. Le profil de l'étape est presque totalement plat mis à part un léger dénivelé dans le dernier tiers de l'étape. Le sprint intermédiaire de l'étape est disputé à Avrillé (kilomètre 87). L'arrivée de l'étape, située au Mont des Alouettes à 232 m d'altitude, est au sommet d'une côte de 4e catégorie de 2,2 kilomètres à 4,7 %.

### Déroulement de la course

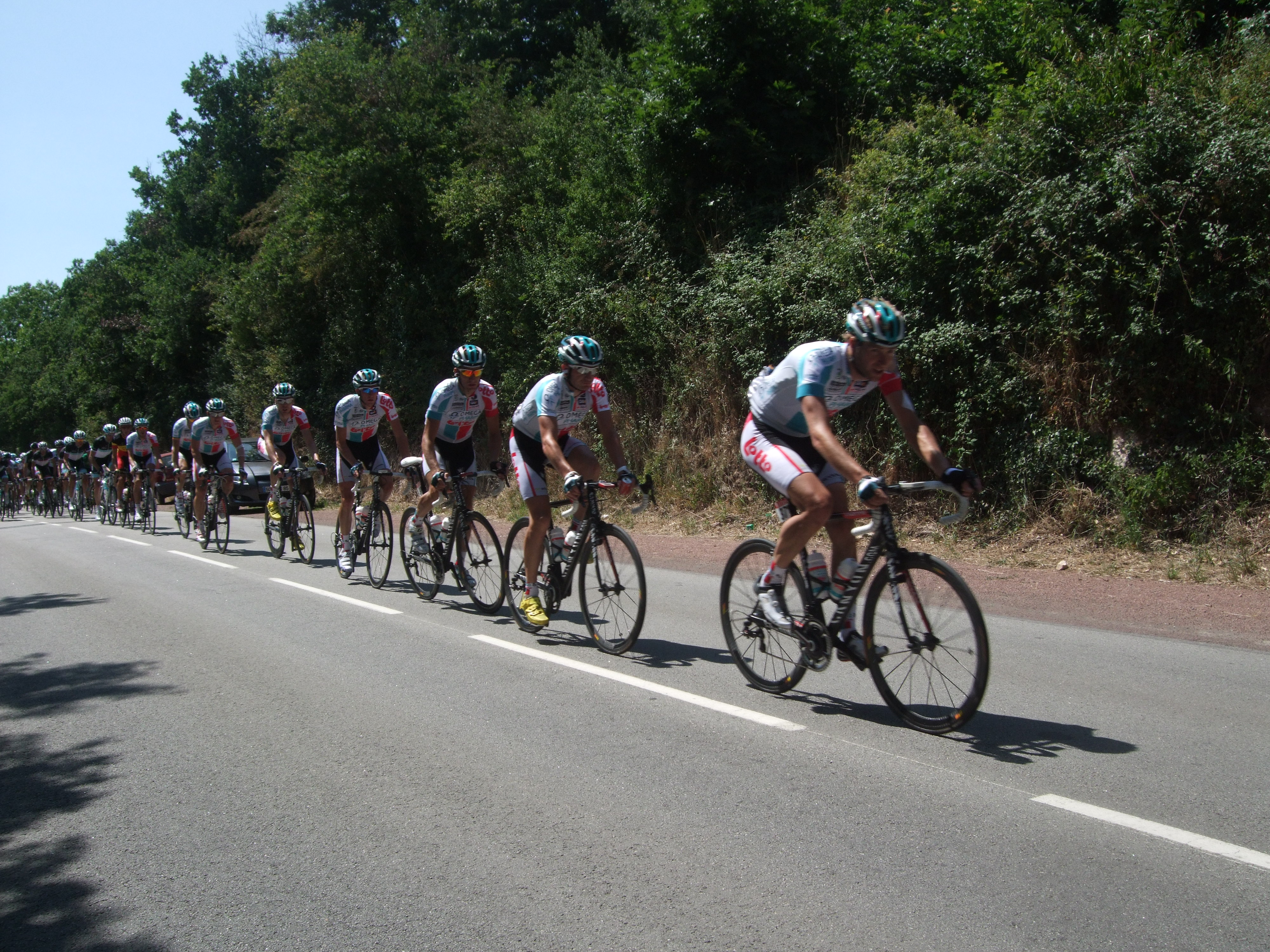
L'équipe Omega Pharma Lotto emmène le peloton lors de la 1re étape du Tour de France 2011.

Dès le premier kilomètre, Perrig Quéméneur (Europcar) s'échappe, suivi par Lieuwe Westra (Vacansoleil-DCM) et Jérémy Roy (FDJ). Le trio prend rapidement le large, ayant 6 minutes et 40 secondes d'avance au km 19, avant que les Team HTC-Highroad, Garmin-Cervélo et Omega Pharma-Lotto ne contrôlent l'écart, qui oscille entre 4 et 5 min. Au km 20, plusieurs coureurs chutent, dont Pierre Rolland (Europcar), Nicolas Roche (AG2R La Mondiale) et Andrey Amador (Movistar). Puis, au km 63, c'est au tour de Jurgen Van de Walle (Omega Pharma-Lotto) de tomber. Au sprint intermédiaire, où Roy prend la 1re place, Tyler Farrar (Garmin-Cervélo) devance pour la 4e place et les 13 points André Greipel (Omega Pharma-Lotto) et Francisco Ventoso (Movistar). L'écart est alors de 2 minutes et 35 secondes.
L'avance des hommes de tête va remonter à 4 minutes et 20 secondes, avant de chuter à 3 minutes 30 secondes. Puis, les Omega Pharma-Lotto, lassés d'assumer seuls la poursuite, ralentissent le rythme à la suite d'une chute bénigne, l'écart repassant au-dessus de la barre des 5 minutes, avant que les Garmin-Cervélo viennent apporter leur soutien. À 50 km de l'arrivée, le trio de tête n'a plus que 3 minutes et 5 secondes d'avance, puis moins d'1 minute 20 km plus loin. Finalement, la jonction s'opère à 18 km de la ligne.
Les Europcar prennent alors les commandes du peloton, où les favoris se placent dans les premiers. À 9 km du but, Maxim Iglinskiy (Astana) chute, à la suite d'un accrochage avec un jeune spectateur. D'autres coureurs sont entraînés, coupant le peloton. Une quarantaine de coureurs, dont Philippe Gilbert (Omega Pharma-Lotto) et la plupart des favoris, composent le groupe de tête. En revanche, Alberto Contador (Saxo Bank-SunGard), Samuel Sánchez (Euskaltel-Euskadi) et Luis León Sánchez (Rabobank) sont piégés. Les Team RadioShack et les BMC Racing tentent de creuser l'écart, qui atteint rapidement les 40 secondes. À 2 km de l'arrivée, de nombreux coureurs du groupe de tête chutent, dont Andy Schleck (Team Leopard-Trek), Robert Gesink (Rabobank), Janez Brajkovič, Levi Leipheimer (Team RadioShack), Ivan Basso (Liquigas-Cannondale) et Bradley Wiggins (Team Sky), à nouveau mené par les Omega Pharma-Lotto. Sous la flamme rouge, Alexandre Vinokourov (Astana), puis Egor Silin (Team Katusha) attaquent, avant que Fabian Cancellara (Team Leopard-Trek) ne parte en contre. Philippe Gilbert va le chercher, puis lance le sprint à 500 mètres de la ligne. Il s'impose et s'empare du maillot jaune (ainsi que des maillots vert et à pois), 3 secondes devant Cadel Evans (BMC Racing) et 6 secondes devant le champion du monde Thor Hushovd (Garmin-Cervélo), qui règle le sprint du groupe. Les coureurs pris dans la dernière chute sont comptés dans le même temps qu'Hushovd, au bénéfice de la règle des 3 derniers kilomètres. Le groupe Contador termine à 1 minute et 20 secondes et le groupe composé, notamment, de Roman Kreuziger (Astana), Ryder Hesjedal (Garmin-Cervélo) et Jérôme Coppel (Saur-Sojasun) à 1 minutes et 55 secondes.

## Sprints
| Premier     | Jérémy Roy          | 20 pts. |
| Deuxième    | Lieuwe Westra       | 17 pts. |
| Troisième   | Perrig Quéméneur    | 15 pts. |
| Quatrième   | Tyler Farrar        | 13 pts. |
| Cinquième   | André Greipel       | 11 pts. |
| Sixième     | Francisco Ventoso   | 10 pts. |
| Septième    | Denis Galimzyanov   | 9 pts.  |
| Huitième    | Borut Božič         | 8 pts.  |
| Neuvième    | Tom Boonen          | 7 pts.  |
| Dixième     | Jimmy Engoulvent    | 6 pts.  |
| Onzième     | Mark Cavendish      | 5 pts.  |
| Douzième    | Alessandro Petacchi | 4 pts.  |
| Treizième   | Mickaël Delage      | 3 pts.  |
| Quatorzième | Samuel Dumoulin     | 2 pts.  |
| Quinzième   | Fabio Sabatini      | 1 pt.   |

| Premier     | Philippe Gilbert      | 45 pts. |
| Deuxième    | Cadel Evans           | 35 pts. |
| Troisième   | Thor Hushovd          | 30 pts. |
| Quatrième   | José Joaquín Rojas    | 26 pts. |
| Cinquième   | Jurgen Van den Broeck | 22 pts. |
| Sixième     | Geraint Thomas        | 20 pts. |
| Septième    | Andreas Klöden        | 18 pts. |
| Huitième    | Rein Taaramäe         | 16 pts. |
| Neuvième    | Christopher Horner    | 14 pts. |
| Dixième     | Tony Martin           | 12 pts. |
| Onzième     | Linus Gerdemann       | 10 pts. |
| Douzième    | Fränk Schleck         | 8 pts.  |
| Treizième   | Peter Velits          | 6 pts.  |
| Quatorzième | Thomas Voeckler       | 4 pts.  |
| Quinzième   | Damiano Cunego        | 2 pts.  |

## Côte
- Mont des Alouettes, 4e catégorie (kilomètre 191,5)

| Premier | Philippe Gilbert | 1 pt. |

## Classement de l'étape
| Classement de la 1re étape | Classement de la 1re étape | Classement de la 1re étape | Classement de la 1re étape | Classement de la 1re étape |
|                            | Coureur                    | Pays                       | Équipe                     | Temps                      |
| -------------------------- | -------------------------- | -------------------------- | -------------------------- | -------------------------- |
| 1er                        | Philippe Gilbert           | BEL                        | Omega Pharma-Lotto         | en 4 h 41 min 31 s         |
| 2e                         | Cadel Evans                | AUS                        | BMC Racing                 | +3 s                       |
| 3e                         | Thor Hushovd               | NOR                        | Garmin-Cervélo             | +6 s                       |
| 4e                         | José Joaquín Rojas         | ESP                        | Movistar                   | +6 s                       |
| 5e                         | Jurgen Van den Broeck      | BEL                        | Omega Pharma-Lotto         | +6 s                       |
| 6e                         | Geraint Thomas             | GBR                        | Team Sky                   | +6 s                       |
| 7e                         | Andreas Klöden             | GER                        | Team RadioShack            | +6 s                       |
| 8e                         | Rein Taaramäe              | EST                        | Cofidis                    | +6 s                       |
| 9e                         | Christopher Horner         | USA                        | Team RadioShack            | +6 s                       |
| 10e                        | Tony Martin                | GER                        | Team HTC-Highroad          | +6 s                       |
| modifier                   |                            |                            |                            |                            |

## Classements à l'issue de l'étape

### Classement général
| Classement général | Classement général    | Classement général | Classement général | Classement général |
|                    | Coureur               | Pays               | Équipe             | Temps              |
| ------------------ | --------------------- | ------------------ | ------------------ | ------------------ |
| 1er                | Philippe Gilbert      | BEL                | Omega Pharma-Lotto | en 4 h 41 min 31 s |
| 2e                 | Cadel Evans           | AUS                | BMC Racing         | +3 s               |
| 3e                 | Thor Hushovd          | NOR                | Garmin-Cervélo     | +6 s               |
| 4e                 | José Joaquín Rojas    | ESP                | Movistar           | +6 s               |
| 5e                 | Jurgen Van den Broeck | BEL                | Omega Pharma-Lotto | +6 s               |
| 6e                 | Geraint Thomas        | GBR                | Team Sky           | +6 s               |
| 7e                 | Andreas Klöden        | GER                | Team RadioShack    | +6 s               |
| 8e                 | Rein Taaramäe         | EST                | Cofidis            | +6 s               |
| 9e                 | Christopher Horner    | USA                | Team RadioShack    | +6 s               |
| 10e                | Tony Martin           | GER                | Team HTC-Highroad  | +6 s               |
| modifier           |                       |                    |                    |                    |

### Classement par points
| Classement par points | Classement par points | Classement par points | Classement par points | Classement par points |
| --------------------- | --------------------- | --------------------- | --------------------- | --------------------- |
|                       | Coureur               | Pays                  | Équipe                | Point(s)              |
| 1er                   | Philippe Gilbert      | BEL                   | Omega Pharma-Lotto    | 45 points             |
| 2e                    | Cadel Evans           | AUS                   | BMC Racing            | 35 pts                |
| 3e                    | Thor Hushovd          | NOR                   | Garmin-Cervélo        | 30 pts                |
| modifier              |                       |                       |                       |                       |

### Classement du meilleur grimpeur
| Classement du meilleur grimpeur | Classement du meilleur grimpeur | Classement du meilleur grimpeur | Classement du meilleur grimpeur | Classement du meilleur grimpeur |
| ------------------------------- | ------------------------------- | ------------------------------- | ------------------------------- | ------------------------------- |
|                                 | Coureur                         | Pays                            | Équipe                          | Point(s)                        |
| 1er                             | Philippe Gilbert                | BEL                             | Omega Pharma-Lotto              | 1 point                         |
| modifier                        |                                 |                                 |                                 |                                 |

### Classement du meilleur jeune
| Classement général du meilleur jeune | Classement général du meilleur jeune | Classement général du meilleur jeune | Classement général du meilleur jeune | Classement général du meilleur jeune |
|                                      | Coureur                              | Pays                                 | Équipe                               | Temps                                |
| ------------------------------------ | ------------------------------------ | ------------------------------------ | ------------------------------------ | ------------------------------------ |
| 1er                                  | Geraint Thomas                       | GBR                                  | Team Sky                             | en 4 h 41 min 37 s                   |
| 2e                                   | Rein Taaramäe                        | EST                                  | Cofidis                              | m.t.                                 |
| 3e                                   | Egor Silin                           | RUS                                  | Team Katusha                         | m.t.                                 |
| modifier                             |                                      |                                      |                                      |                                      |

### Classement par équipes
| Classement par équipes | Classement par équipes | Classement par équipes | Classement par équipes |
|                        | Équipe                 | Pays                   | Temps                  |
| ---------------------- | ---------------------- | ---------------------- | ---------------------- |
| 1re                    | Omega Pharma-Lotto     | Belgique               | en 14 h 4 min 45 s     |
| 2e                     | BMC Racing             | États-Unis             | + 3 s                  |
| 3e                     | Team Leopard-Trek      | Luxembourg             | + 6 s                  |
| modifier               |                        |                        |                        |

## Abandon(s)
Aucun abandon.